# Imotsko polje
Imotsko polje je krško polje u Dalmaciji i Hercegovini. Prirodno je najvrjedniji dio Imotske krajine.
Od Požarevačkog mira (1718.) i razgraničenja (1721.) je poznato i kao Imotsko-bekijsko polje, po Imotskom i Imotskoj bekiji, u zapadnoj Hercegovini.
Najveće naselje je Imotski, po kojem je polje dobilo ime. 

## Zemljopis
Površine je 95 km², dugo je 33,3 kilometara i široko 1-6 kilometara. Pruža se u smjeru sjeverozapad-jugoistok. Od 95 km², 45 km² nalazi se u Hrvatskoj, a 50 km² nalazi se u BiH. Najzapadnija točka polja nalazi se u Dolića Dragi u općini Lokvičići (kod Prološkog Blata, Imotski), s koordinatama 43°28′13″N 17°06′05″E / 43.47028°N 17.10139°E. Najistočnija točka polja ima koordinate 43°20′24″N 17°28′21″E / 43.34000°N 17.47250°E, a nalazi se u mjestu Podledinac, Ledinac, općina Grude (Bosna i Hercegovina).
Imotsko polje se sastoji od Gornjeg polja (22,8 km²) i Donjeg polja (72,2 km²). Donje je najčešće poplavljeno, a u jugoistočnom dijelu može se izdvojiti manje polje, Grudsko polje (10 km²).
Kroz polje teče nekoliko rijeka: Ričina, Vrljika i Grudski potok, a na zapadu polja se nalazi Prološko blato.
Dno polja je od dolomita, nalazi se na 260 metara nadmorske visine i najniže je područje u Imotskoj krajini.
Urušavanjem vapnenačkih stijena tijekom vremena stvorene su brojne provalije, koje su danas ispunjene vodom i predstavljaju jezera.
Klima je submediteranska.

## Gospodarstvo
Stanovništvo se u prošlosti najviše bavilo uzgojem kukuruza, a danas se uglavnom bavi uzgojem vinove loze i duhana.